# Kōjin Karatani
Kōjin Karatani (柄谷 行人, Karatani Kōjin), né le 6 août 1941 à Amagasaki est un penseur et critique japonais.

## Biographie
La formation de Karatani comprend une licence d’économie et une maîtrise de littérature anglaise à l’université de Tokyo. À 27 ans, il reçoit un prix pour un essai sur le romancier Natsume Sōseki et commence à enseigner à l’Université Hōsei.
En 1975, il est invité à l’université Yale où il rencontre Paul de Man et Fredric Jameson. Ses travaux, qui s’inspirent du marxisme et du postmodernisme, portent en particulier sur le langage et la modernité.
En 2022, il reçoit le Prix Berggruen.

### En anglais
- Origins of Modern Japanese Literature, Duke University Press, 1993 (traduit par Brett de Bary)
- Architecture as Metaphor; Language, Number, Money, MIT Press, 1995 (traduit par Sabu Kōso)
- Transcritique: On Kant and Marx, MIT Press, 2003 (traduit par Sabu Kōso)
- History and Repetition, Columbia University Press, 2011 (traduit par Seiji M. Lippit)
- Marx: Towards the Centre of Possibility, Verso Books,2020 (traduit par G. Walker)

### En japonais
- 畏怖する人間 L’homme en effroi, Tōjūsha, 1972
- 意味という病 La maladie du sens, Kawade Shobō Shinsha, 1975
- マルクスその可能性の中心 Marx : au centre de sa possibilité, Kōdansha, 1978
- 日本近代文学の起源 Les origines de la littérature moderne japonaise, Kōdansha, 1980
- 隠喩としての建築 L’architecture comme métaphore, Kōdansha, 1983
- 内省と遡行 Introspection et rétrospection, Kōdansha,1984
- 批評とポストモダン Critique et postmodernisme, Fukutake shoten, 1985
- 探究 1 Investigation 1, Kōdansha, 1986
- 言葉と悲劇 Langage et tragédie, Daisan bunmeisha, 1989
- 探究 2 Investigation 2, Kōdansha,1989
- 終焉をめぐって Sur l’achèvement, Fukutake shoten, 1990
- 漱石論集成 Essais sur Sôseki, Daisan bunmeisha, 1992
- ヒューモアとしての唯物論 Le matérialisme comme humour, Chikuma shobō, 1993
- “戦前”の思考 Réflexions sur l’"avant-guerre", Bungei shunjūsha, 1994
- 坂口安吾と中上健次 Sakaguchi Ango et Nakagami Kenji, Ōta shuppan, 1996
- 倫理21 Éthique 21, Heibonsha, 2000
- 可能なるコミュニズム Un communisme possible, Ōta shuppan, 2000
- トランスクリティーク：カントとマルクス Transcritique : Kant et Marx, Hihyō kūkansha, 2001
- 日本精神分析 Psychanalyse du Japon, Bungei shunjūsha, 2002
- ネーションと美学 Nation et esthétique, Iwanami shoten, 2004
- 歴史と反復 Histoire et répétition, Iwanami shoten, 2004
- 世界共和国へ Vers une république mondiale, Iwanami shoten, 2006
- 世界史の構造 Structure de l’histoire du monde, Iwanami shoten, 2010,

### Traduction en français
- Structure de l'histoire du monde  (trad. du japonais par Makoto Asari et Isabelle Flandrois), Paris, CNRS Éditions, 2018, 380 p. (ISBN 978-2-271-11419-8).